# ورد-سین
ورد-سین (انگلیسی: Warad-Sin) از ۱۷۷۰ تا ۱۷۵۸ یا ۱۸۳۴ تا ۱۸۲۳ ق. م بر لارسا، دولت‌شهری باستانی در خاور نزدیک، حکومت می‌کرد.